# LIS★P (りすぷろでゅーす)
『LIS★P （りすぷろでゅーす） 』は、2011年4月16日から同年9月17日までBSフジで放送されたバラエティ番組。隔週で新作を放送していた。

## 内容
声優ユニット「LISP」の冠番組。LISPが好きなこと、声にまつわる様々なものを自分たちでプロデュースしていく。
番組の進行は、鷲崎健が天の声（ナレーション）で演じる番組マスコットキャラクター「プグチさん」が務めた。
第6回の最後で、出演者から、LISP活動休止の決定と9月までの番組継続が報告された。

## 出演
- LISP
  - 阿澄佳奈
  - 片岡あづさ
  - 原紗友里
- プグチさん：鷲崎健（声の出演）

## 放送時間
本放送
毎週土曜日　25:00–25:25 ※毎月最終土曜日は、25:30–25:55
再放送
毎週火曜日　26:30–26:55

## 企画

### プロデュース企画
番組キャラクター作り
サポート役であり番組進行役のマスコットキャラクターの姿と名前をプロデュース。スタジオで3人がそれぞれ作画したキャラクターと名前を発表、番組ロゴの☆マークをイメージした原のデザインが採用された。当初、原によるキャラクター名は番組タイトルの「プロデュース」からとったプロ男（プロお）だったが、阿澄から「言いづらい」というツッコミが入り、プ口（プグチ）→プグチさんに決定。その後、竜の子プロのスタッフにより最終デザインが完成した。
カラオケ・パセラのメニュー作り&部屋作り
カラオケチェーン「パセラ」の秋葉原パセラ昭和通り館にて、コンセプトルームとオリジナルスイーツ&LISP特製ハニトーをプロデュース。ロケで阿澄、片岡がコンセプトルーム見学や人気メニュー試食のあとオリジナルスイーツを試作した。メンバーそれぞれのオリジナルスイーツ「星のプ口さん☆」（原）「にっこりすぷ」（阿澄）「KINOKO2011〜LISPの森にて〜」（片岡）が期間限定（2011年5月31日 - 6月30日）で提供された。
LISP特製「本物そっくりスイーツ」を作る
広島県の老舗菓子店「虎屋本舗」からの依頼を受けて、看板商品の「本物そっくりスイーツ」をLISP流にプロデュース。原と片岡が新商品のデザイン対決を行い「わいわいおつまみSet」（原）、「わいわい毒キノコSet」（片岡）を披露。プグチさんの判定の結果、双方決め手に欠けるということで店側で判断してもらうことになった。
ドラマCDに出演
『月刊コミック アース・スター』8月号付録のドラマCD『water cube』にLISPが出演する。

### その他
LISP☆が行く 声のお仕事
LISPの3人が様々な声のお仕事にチャレンジする。

## 放送リスト
（　）内は出演者。記述なしは全員出演。
| 回 | 初回放送日     | 番組内容 |
| -- | -------------- | --- |
| 1  | 2011年 4月16日 | - 番組マスコットキャラクターの姿と名前を考えよう! |
| 2  | 4月30日        | - パセラ秋葉原昭和通り店の一室をプロデュース（阿澄、片岡） - プリティーリズム・オーロラドリームの制作現場に潜入（原）                                                                            |
| 3  | 5月14日        | - 「プグチさん」竜の子プロでデザイン完成（原） - アニソンイントロクイズ ビリにはモチロン罰ゲーム!（片岡、原） - みーちゃん&あづっちのオリジナルスイーツ作り（阿澄、片岡）                        |
| 4  | 5月28日        | - さゆさゆオリジナルスイーツ&LISP特製ハニトー作り（阿澄、片岡） - LISP☆が行く 声のお仕事（原：ボウリング場の場内アナウンス） - 得意なアニソン歌っちゃおう! 歌詞を間違えたら罰ゲーム!（片岡、原） |
| 5  | 6月11日        | - 老舗菓子店の新商品デザインを考えよう!（片岡、原） - カラオケパセラのLISPルームへ潜入!（片岡）                                                                                                  |
| 6  | 6月25日        | - ドラマCDへの出演依頼 - LISP☆が行く 声のお仕事（原：結婚式で母への手紙を代読） - LISP活動休止の報告                                                                                             |

## スタッフ
- 人形の声：鷲崎健
- 企画：立本洋之（BSフジ）、殻田正仁（DIVE II）
- 構成：丸二佑亮
- 広報：山田梨紗（BSフジ）
- WEBデザイン：山本典弘（BSフジ）
- 宣伝プロデュース：齋藤雅哉(DIVE II)
- デザイン：高橋理紀
- プグチデザイン：和田里美（タツノコプロ）
- ディレクター：柏原弘一、宮道陽介
- AP：村上貴志（DIVE II）
- プロデューサー：伊藤幸弘（BSフジ）、田中宏幸（DIVE II）、永田雅之（PTV）
- 制作：DIVE II entertainment
- 制作協力：プランニング・テレビジョン
- 制作著作：BSフジ、DIVE II entertainment